# Filippo Ciampanelli
Filippo Ciampanelli (Novara, 30 de julho de 1978) é um diplomata e prelado italiano da Igreja Católica pertencente ao serviço diplomático da Santa Sé, desde 2024 é o sub-secretário do Dicastério para as Igrejas Orientais.

## Biografia
Recebeu a ordenação presbiteral em 21 de junho de 2003, pelo bispo Renato Corti, sendo incardinado na Diocese de Novara. Obteve o doutorado em teologia pela Pontifícia Universidade Gregoriana de Roma, em 2009, com uma tese sobre a Salvação em São Boaventura. Paralelamente, colaborou na paróquia de San Tommaso d'Aquino em Tor Tre Teste (2003-2009).
Em 1 de julho de 2009, após frequentar cursos na Pontifícia Academia Eclesiástica, ingressou no serviço diplomático da Santa Sé. Ciampanelli serviu nas Representações Pontifícias na Geórgia, Armênia, Azerbaijão e Bielorrússia, como secretário. Foi nomeado monsenhor pelo Papa Francisco em 1º de outubro de 2013. De 2015 a 2024, trabalhou na Seção de Assuntos Gerais da Secretaria de Estado.
Em 15 de abril de 2024, Monsenhor Ciampanelli foi nomeado pelo Papa Francisco como sub-secretário do Dicastério para as Igrejas Orientais.
Em 12 de janeiro de 2025, o Papa Francisco o nomeou como bispo titular de Aquae in Mauretania. Recebeu a ordenação episcopal em 19 de fevereiro de 2025, na Basílica de São Pedro, do cardeal Claudio Gugerotti, prefeito do Dicastério para as Igrejas Orientais, coadjuvado por Edgar Peña Parra, substituto da Secretaria de Estado da Santa Sé, e por Franco Giulio Brambilla, bispo de Novara.